# Throne and Liberty
Throne and Liberty es un videojuego de rol multijugador masivo en línea (MMORPG) gratuito desarrollado y publicado en Corea del Sur por NCSoft. Amazon Games lo publicará en el resto del mundo.
El juego formaba parte originalmente de la serie Lineage y era una secuela del primer Lineage, pero fue reorientado y reestructurado bien entrado el desarrollo. El juego se anunció por primera vez como Lineage Eternal en noviembre de 2011, pero sufrió numerosos retrasos en su calendario de lanzamiento. La primera beta cerrada de Corea del Sur tuvo lugar en 2016. NCSoft rebautizó el juego como Project TL en 2017 y como Throne and Liberty en 2022.

## Desarrollo
El juego ha sufrido numerosos retrasos durante su desarrollo, NCSoft anunció oficialmente Lineage Eternal como la secuela del primer Lineage, lanzado en 1998, en noviembre de 2011. Los primeros vídeos del juego debutaron en la convención de videojuegos G-Star 2011 en Corea del Sur el 9 de noviembre. En agosto de 2013, NCSoft se preparaba para lanzar la beta de Lineage Eternal a finales de ese año. Los desarrolladores planeaban iniciar la beta en Corea a finales de 2015, pero durante una conferencia telefónica en noviembre confirmaron que la beta cerrada se retrasaría hasta 2016.
En marzo de 2017, se cambió la dirección del equipo de desarrollo de Lineage Eternal, debido a los resultados de la beta cerrada según NCSoft. El juego se retrasó en agosto, cuando NCSoft pasó de un motor de juego propio que se utilizaba en Guild Wars a Unreal Engine 4. En noviembre, el juego pasó a llamarse Project TL.
En febrero de 2022, se esperaba que Project TL se lanzara en la segunda mitad del año.
Al mes siguiente, el juego pasó a llamarse oficialmente Throne and Liberty.
Amazon adquirió los derechos de publicación en 2023 y planea lanzar Throne and Liberty en América, Europa y Japón, para PC, PlayStation 5 y Xbox Series X|S con soporte multiplataforma completo. En julio de 2024 comenzó una beta abierta, cuyo lanzamiento está previsto para el 17 de septiembre.
La beta atrajo a casi 60 000 jugadores en su lanzamiento y se redujo a unos 38 000 al día siguiente.
El 24 de julio de 2024, la versión coreana del juego recibió la actualización Leap Update, que añadía una mazmorra de desafío de varios niveles, nuevas habilidades vitales, un servidor de potenciación y un sistema de habilidades que permite a los jugadores personalizar las habilidades de las armas. Las actualizaciones se trasladarán a la versión global cuando se lance en septiembre. NCSoft también anunció que ampliaba el servicio a 19 países de Asia, Europa del Este y Oriente Medio.